# Magdalena Cundrič
Magdalena Marija Cundrič, slovenska pisateljica, dramatičarka in profesorica, * 5. januar 1946, Bled.
Magdalena Cundrič je bila kot profesorica zaposlena na Gimnaziji Jesenice, v letih 2002 in 2003 pa je bila tam tudi ravnateljica. Poročena je s pesnikom, pisateljem, dramatikom, slikarjem in profesorjem slovenskega jezika Valentinom Cundričem.
Pisati je začela leta 1986, njen prvenec pa je bil roman Ambis. Do leta 2007 je nato pisala kratke zgodbe in igre, ki jih je objavljala v literarnih revijah. Njena igra z naslovom Abraham v vesolju je bila predvajana tudi na Radiu Slovenija. Poročena je s književnikom Valentinom Cundričem. 